# 上田哲
上田 哲（うえだ てつ、1928年〈昭和3年〉2月26日 - 2008年〈平成20年〉12月17日）は、日本の政治家、ジャーナリスト、労働組合運動家。
衆議院議員（5期）、参議院議員（2期）を歴任した。

## 来歴
東京府小石川区生まれ。旧制東京府立第五中学校（現：東京都立小石川中等教育学校）、旧制新潟高等学校、京都大学法学部卒業。京大卒業後、滋賀県立彦根高等女学校、滋賀県立彦根東高等学校の非常勤講師（英語科）を経て、日本放送協会 (NHK) に入局し、社会部に所属。
1961年、生ワクチンによるポリオ根絶をめざす「上田プラン」を提唱し、ポリオ撲滅運動の原動力になる。その後日本放送労働組合中央執行委員長、全日本マスコミ共闘会議の初代議長を務める。当時のニックネームは「NHKの闇将軍」「上田天皇」。
1968年、NHKを退職し、第8回参議院議員通常選挙に参議院全国区から立候補し、高い知名度と日本放送協会労働組合の組織を生かして石原慎太郎、青島幸男に次ぐ得票数3位で初当選。1974年の第10回参議院議員通常選挙には東京地方区に移って立候補し、同区トップの得票数で再選（この時の上田の当選以降、社会党は後継政党の社会民主党も含めて、東京地方区および東京都選挙区で議席を獲得できていない）。参議院議員任期途中となる1979年10月7日執行の第35回衆議院議員総選挙に社会党公認で旧東京2区から立候補したため、公示日の同年9月17日付で公職選挙法の規定により参議院議員を退職（自動失職）となった。総選挙では得票数2位で当選した（トップ選は公明党の鈴切康雄）。なお、参議院同期当選の石原慎太郎は1972年の第33回衆議院議員総選挙で旧東京2区から立候補して当選し既に2期務めており、この選挙では上田に次ぐ得票数3位で当選した。この時のみ上田が旧東京2区で石原の得票数を上回ったが、以降は石原の後塵を拝し続け、トップ当選の石原を上田や公明党の鈴切康雄・遠藤乙彦、民社党の大内啓伍、自由民主党の新井将敬、日本共産党の榊利夫・岡崎万寿秀らが追う構図が続いた。1991年、日本社会党委員長選挙に立候補するが、田邊誠に敗れる。旧東京2区では5回連続で当選したが、1993年の第40回衆議院議員総選挙で社会党惨敗の煽りを受け、落選した。
1994年、社会党が細川内閣の下で小選挙区比例代表並立制導入を柱にした選挙制度改革に賛成したため、社会党を離党。護憲新党あかつきを結成し、委員長に就任する。
1995年東京都知事選挙に無所属で立候補したが、青島幸男、石原信雄、岩國哲人、大前研一ら有力候補がひしめく中、得票数6位で落選した（当選者は青島幸男）。同年の第17回参議院議員通常選挙では、アントニオ猪木が率いるスポーツ平和党に合流し、名簿2位で比例区から立候補したが落選。
1998年4月の春の叙勲で勲二等に叙され、旭日重光章を受章する。
2000年に社会党を結成し衆議院比例東京ブロックや参議院東京都選挙区から立候補したが、国政復帰は果たせなかった。
2003年には医師で作家のなだいなだが立ち上げたバーチャル政党・老人党に賛同し、落語家で立川流家元の立川談志、探検家の西丸震哉と共に老人党東京を結成。またインターネットTV「世論力TV」の運営や、雑誌「月刊マスコミ市民」の編集にも携わっていた。
2008年（平成20年）12月17日、肺炎のため東京都文京区の病院で死去した。80歳没。死没日付をもって正四位に叙された。

## 人物
- 映画『われ一粒の麦なれど』のモデル。
- 並外れた雄弁家で、「100年に1人の弁舌」と評されていた[5]。一方で、国会の速記者の間では「新幹線並みの早口」と形容され、「難物」「速記者泣かせ」とみなされていた[6]。
- ロッキード事件では田中角栄らを厳しく追及し、田中に「上田質問が一番嫌だ」と言わしめた[7]。
- 社会党内では外交・安全保障の政策通で知られ、防衛庁長官時代の中曽根康弘や、浜田幸一らとも衆議院予算委員会で激論を交わした。
- 社会党内では中間右派の火曜会に所属。当初のスタンスは右派寄りであったため党内最左派の社会主義協会に敵対する立場であったが、護憲や小選挙区制反対（定数2の中選挙区制を主張していた）による社会党の主体性を重視する立場から、徐々に左派への傾斜が見られた。そのため、落選した93年の総選挙では土井たか子や岩垂寿喜男同様、社会党公認ながら連合からの推薦を得られなかった。
- 1993年にデータハウス社から「社会党大好き!」を出版し、日本地方新聞協会特別賞を受賞した。その後、「社会党への涙」も出版している。
- 法案採決に際し、国民の直接投票により可否を決定する「国民投票法」（レファレンダム）制定はライフワーク。市民団体「国民投票・国民会議」も結成していた。
- かつては革マル派の集会でも主賓として呼ばれ基調講演を行い、中核派などから批判されたこともある。95年都知事選出馬の際、青島幸男を支持していた中核派からは「ファシスト・カクマルの走狗、上田」と非難された。民族派政治団体一水会の鈴木邦男が立川談志、片岡鶴太郎らと共に選挙の応援に駆けつけたこともある。2000年の選挙の当時は十勝花子が街頭活動で応援を行なった。思想的には護憲であったが、鈴木のような保守派、談志やミッキー安川らと交流があり、上田の死後に刊行された追悼本では田原総一朗、立川談志、十勝花子、鈴木邦男、木村三浩らが追悼文を執筆している。田原は非常勤講師時代に在学をしていた生徒である。
- コロムビア・ライトの息子は上田の議員秘書をしていた。
- 国際政治評論家の吉田康彦は上田について、自己顕示欲が強いとしつつも、その情熱を評価している[8]。
- 日本社会党在籍時に、朝鮮労働党の幹部であった金永南と交流を深めた。国会議員でも日本社会党党員でもなくなっていた1999年に訪朝した際、最高人民会議常任委員会委員長である金永南への面会を強く求めたが、一市民が形式上の国家元首に取り次がれるはずもなく、果たせぬまま帰国した[8]。

### 日本のポリオ根絶活動
NHKの記者であった上田哲らの働きかけで、NHKでは全国支局からその日のポリオ患者発生状況の報告を求め日報で放送することになり、国民の危機感が極度に高まった結果、厚生大臣が政治的決断でソ連の生ワクチンを緊急輸入しポリオ制圧につながった。この事業の陰には、ポリオ根絶に情熱を傾けた放送記者上田哲とその仲間を中心にしたNHKのキャンペーンの効果も大きかったと東京大学名誉教授の平山宗宏は当時を振り返り語っている。

## 著書
- 『逆想の「非武装中立」』廣済堂出版、1983年12月10日。
- 『こんなに損していた日本人 : 社会党がやると日本はこうなる』〈プレイブックス〉、青春出版社、1989年11月。
- 『社会党大好き!!』データハウス、1993年9月16日。日本地方新聞協会賞特別賞受賞
- 『社会党への涙』データハウス、1994年3月11日。
- 『日本をダメにする10人の政治家』データハウス、1994年4月10日。
- 『羽田政権の陰謀』データハウス、1994年5月31日。
- 「東京絶望論」（データハウス 1995）
- 「政治バカ入門―上田哲の敗戦記」（データハウス 1995）
- 「上田哲が、一人で最高裁を追いつめた本邦初の裁判「国民投票法・合憲」「小選挙区法・違憲」逃げた首相と議長と裁判官たち」（データハウス 2001）
- 「戦後60年軍拡史」（データハウス 2006）
- 「根絶」（世界初のポリオ発生ゼロを実現したロマン・ドキュメント）[10](1988年7月[10] 国会議員20周年記念復刻版発行 社会思想社）[11]